# Dému
Dému é uma comuna francesa na região administrativa de Occitânia, no departamento de Gers. Estende-se por uma área de 28,89 km². Em 2010 a comuna tinha 336 habitantes (densidade: 11,6 hab./km²).